# Rio de la Madona de l'Orto
Le rio della Madonna dell'Orto (rio de la Madona de l'Orto en vénitien ; canal de la Vierge du jardin) est un canal de Venise dans le sestiere de Cannaregio en Italie.

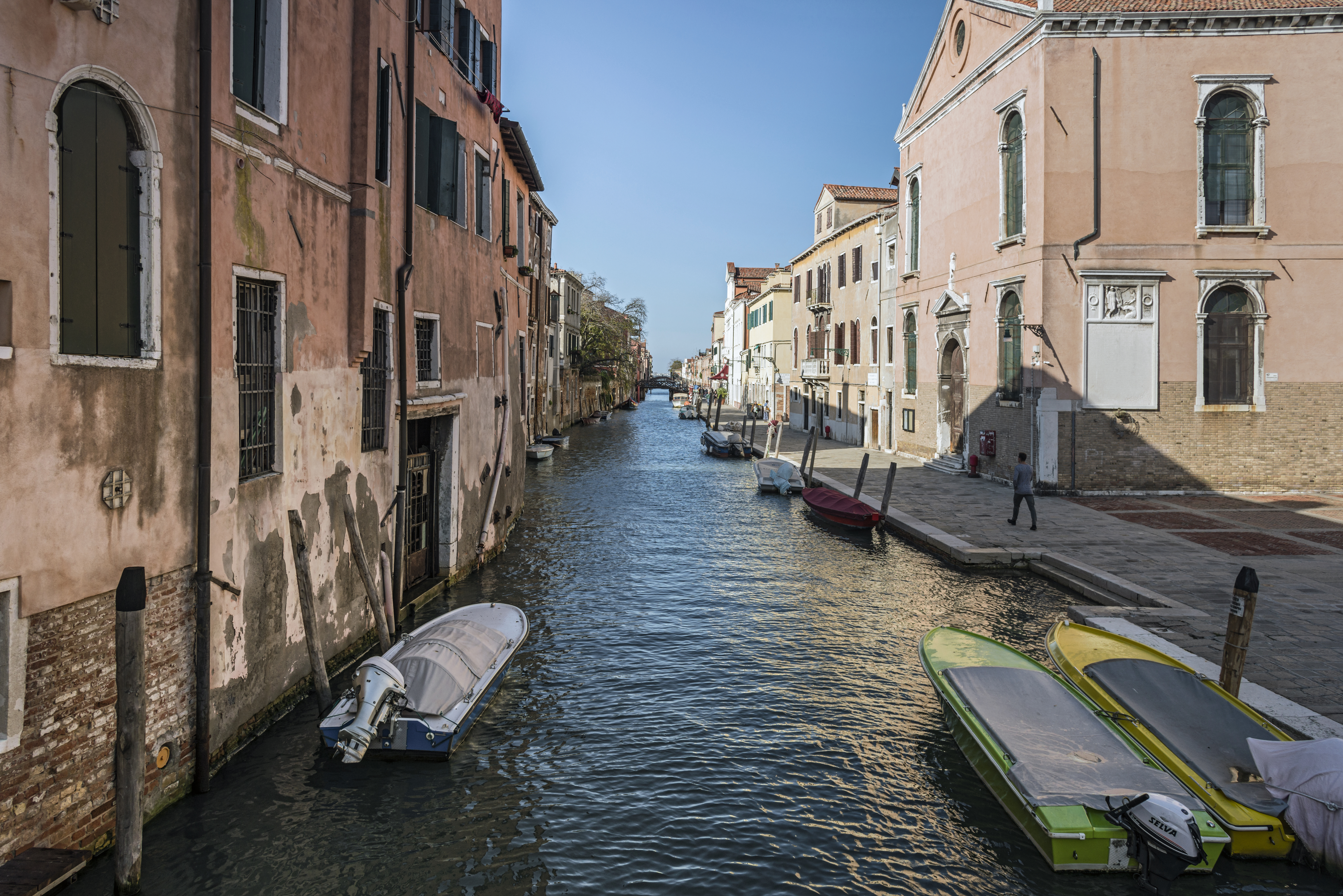
Vue vers l'ouest du Ponte de la Madonna dell'Orto.

## Description
Le rio de la Madona de l'Orto est un des canaux transversaux du Cannaregio, long de 385 m.
Il naît de la  Sacca della Misericordia à la hauteur du Palazzo Contarini dal Zaffo et se prolonge par le rio de Sant'Alvise à la hauteur des rio degli Zecchini et dei Trasti.

## Toponymie
Le nom provient de l'église de la Madonna dell'Orto, proche.

## Situation
- Ce canal croise le rio Brazzo à mi-chemin ;
- Il longe différents palais :
  - le Palazzo Contarini dal Zaffo (de) ;
  - le palais Minelli Spada ;
  - le palais Mastelli del Cammello ;
- Il longe le campo de l'église de la Madonna dell'Orto et la Scuola dei Mercanti attenante.

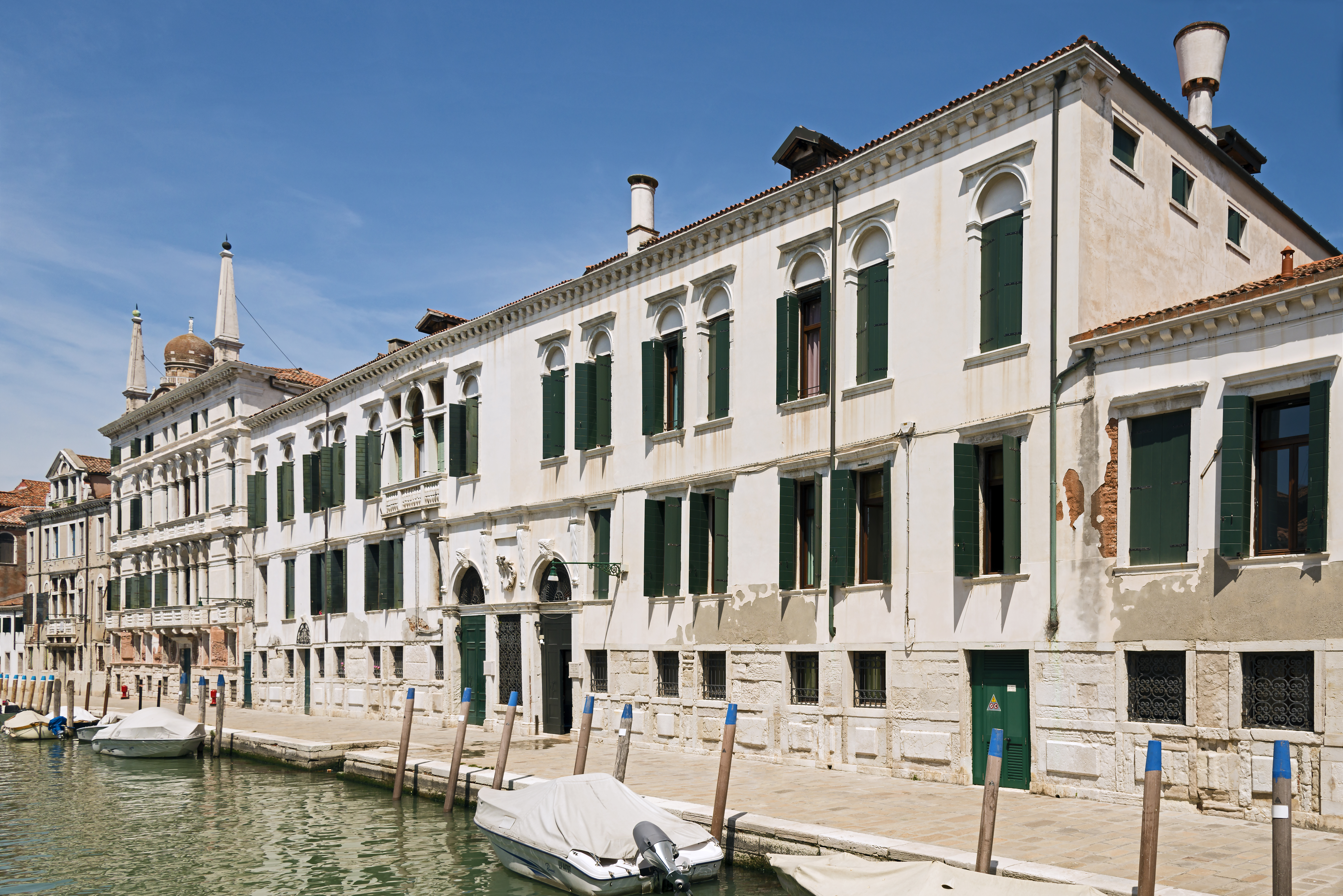
Le palais Contarini dal Zaffo.
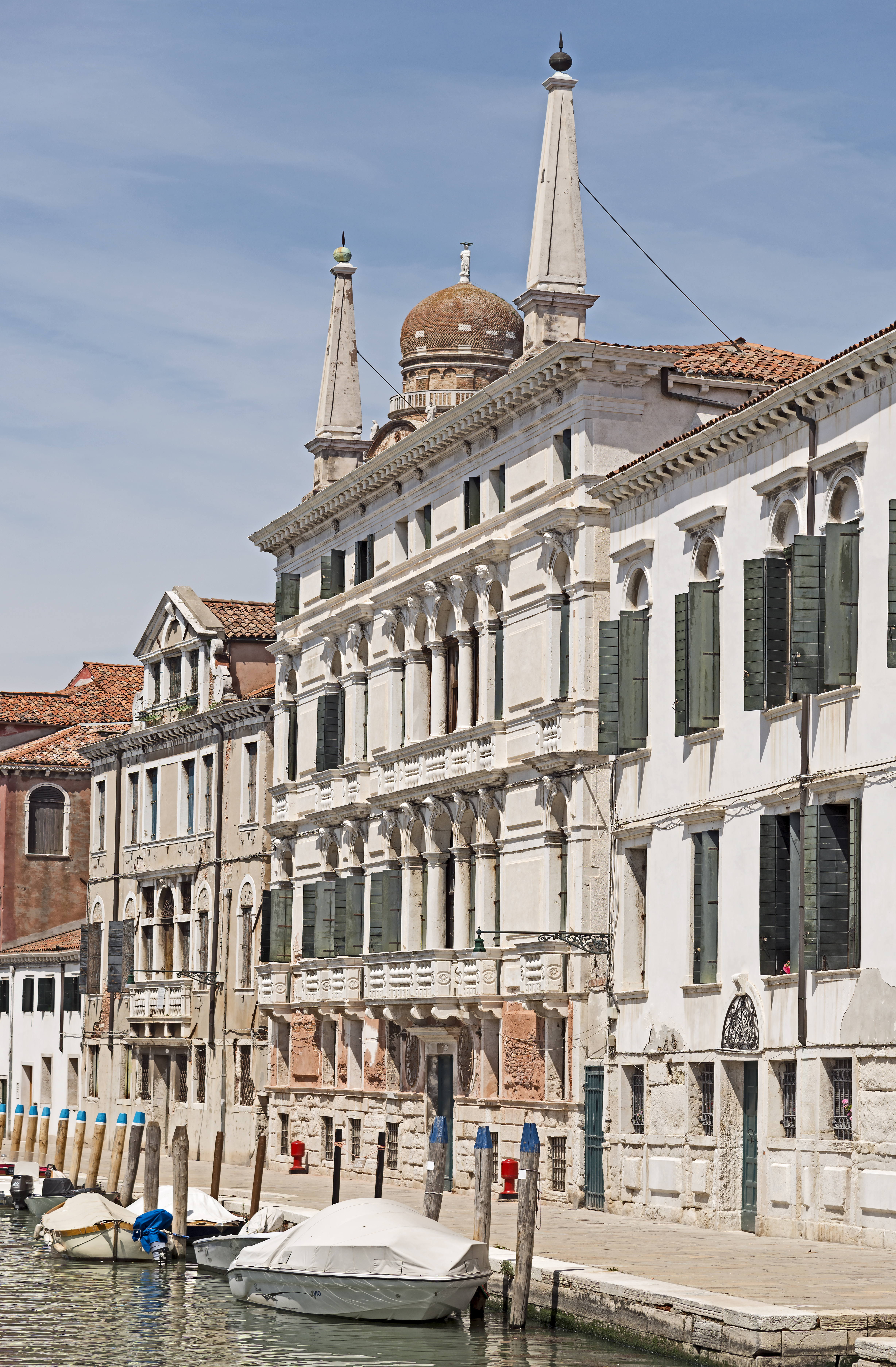
Le palais Minelli-Spada.
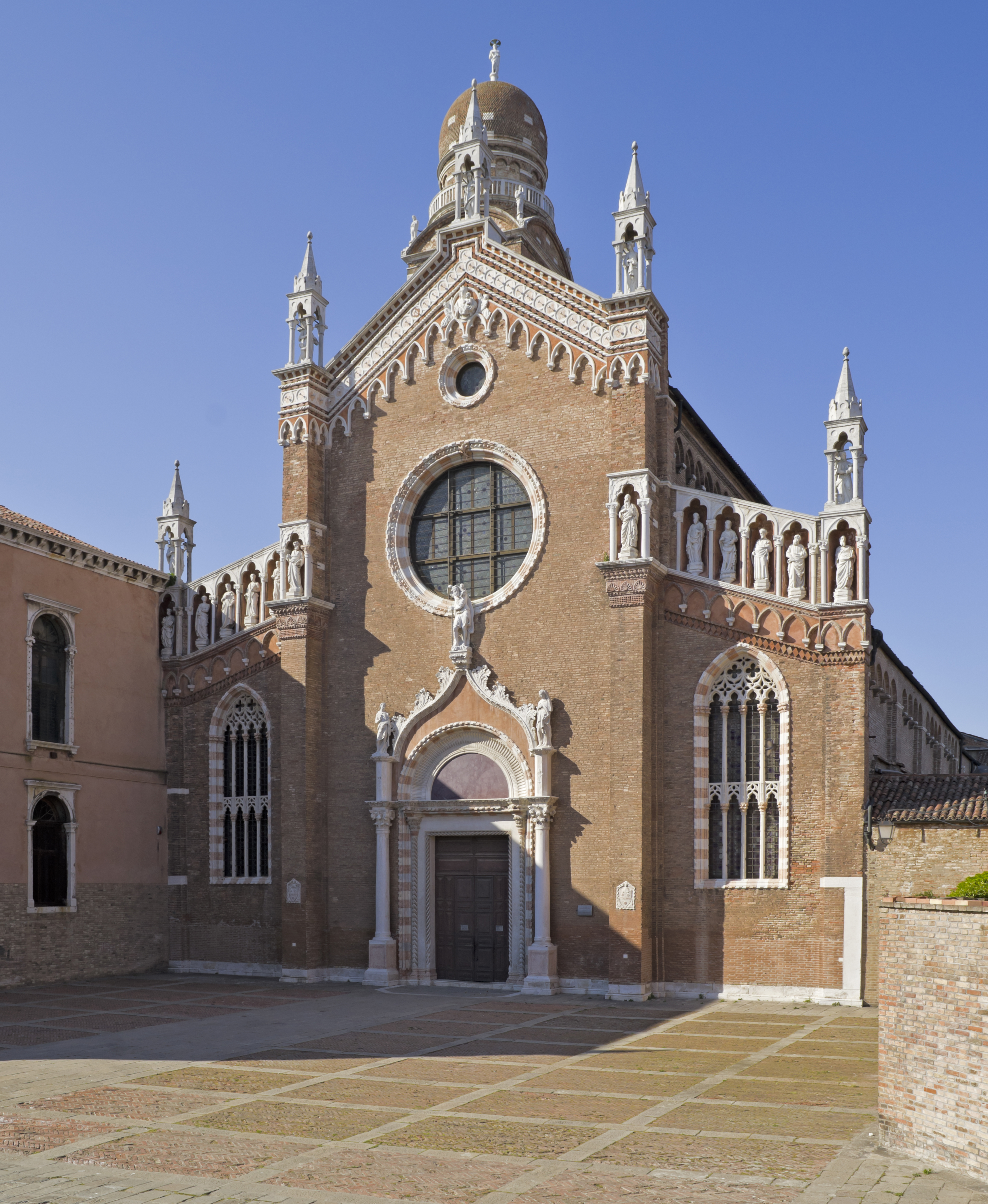
L'église éponyme avec à sa gauche, la Scuola dei Mercanti.

## Ponts
Ce rio est traversé par différents ponts, d'est en ouest :
- le Ponte de la Sacca[1], reliant la Corte Vecia (ou Vecchia) au Fondamenta Gasparo Contarini ;
- le Ponte de la Madona de l'Orto, reliant la calle dei Mori au Fondamenta Gasparo Contarini ;
- le ponte Loredan, reliant la calle du même nom au Corte del Cavallo.

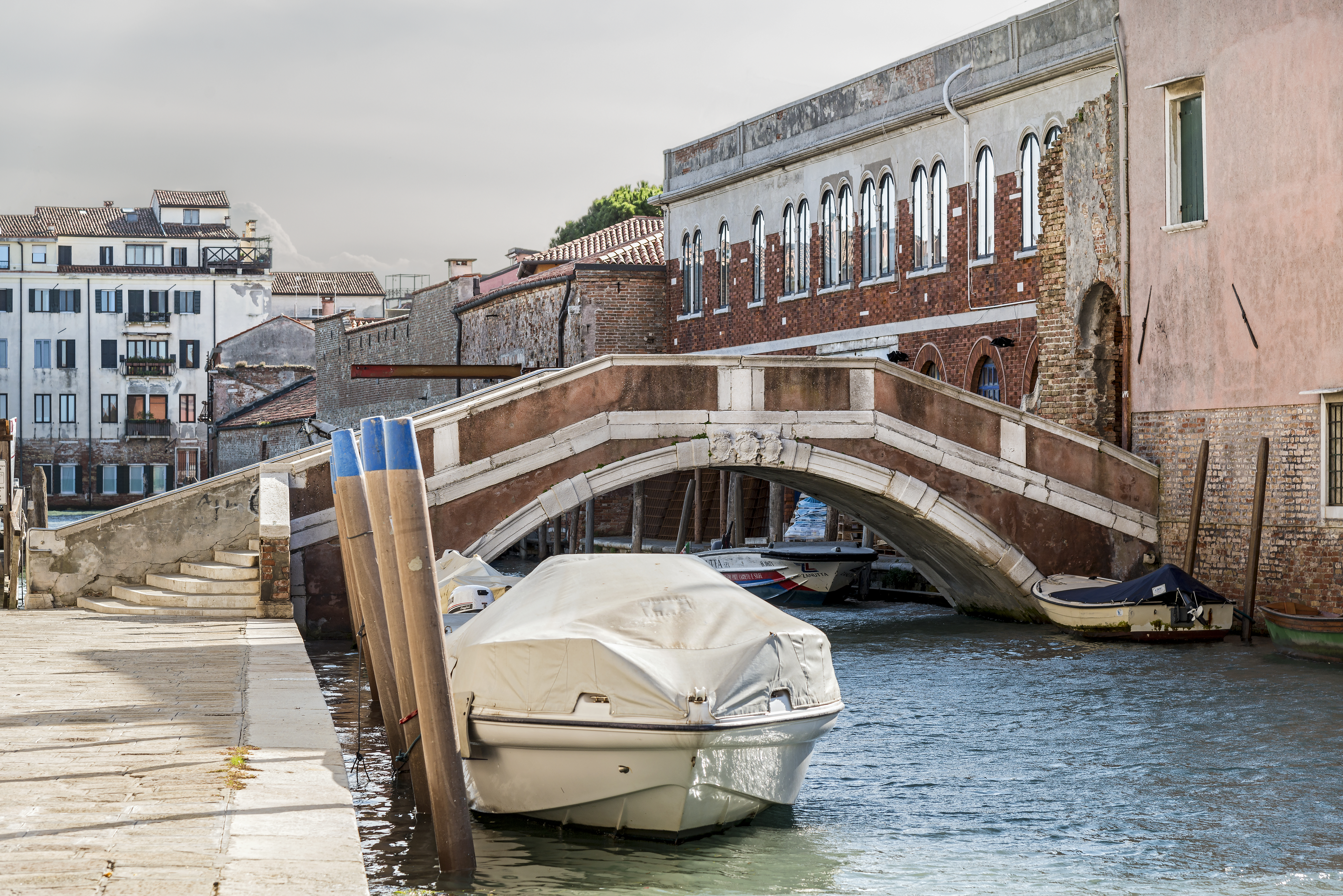
Ponte de la Sacca.
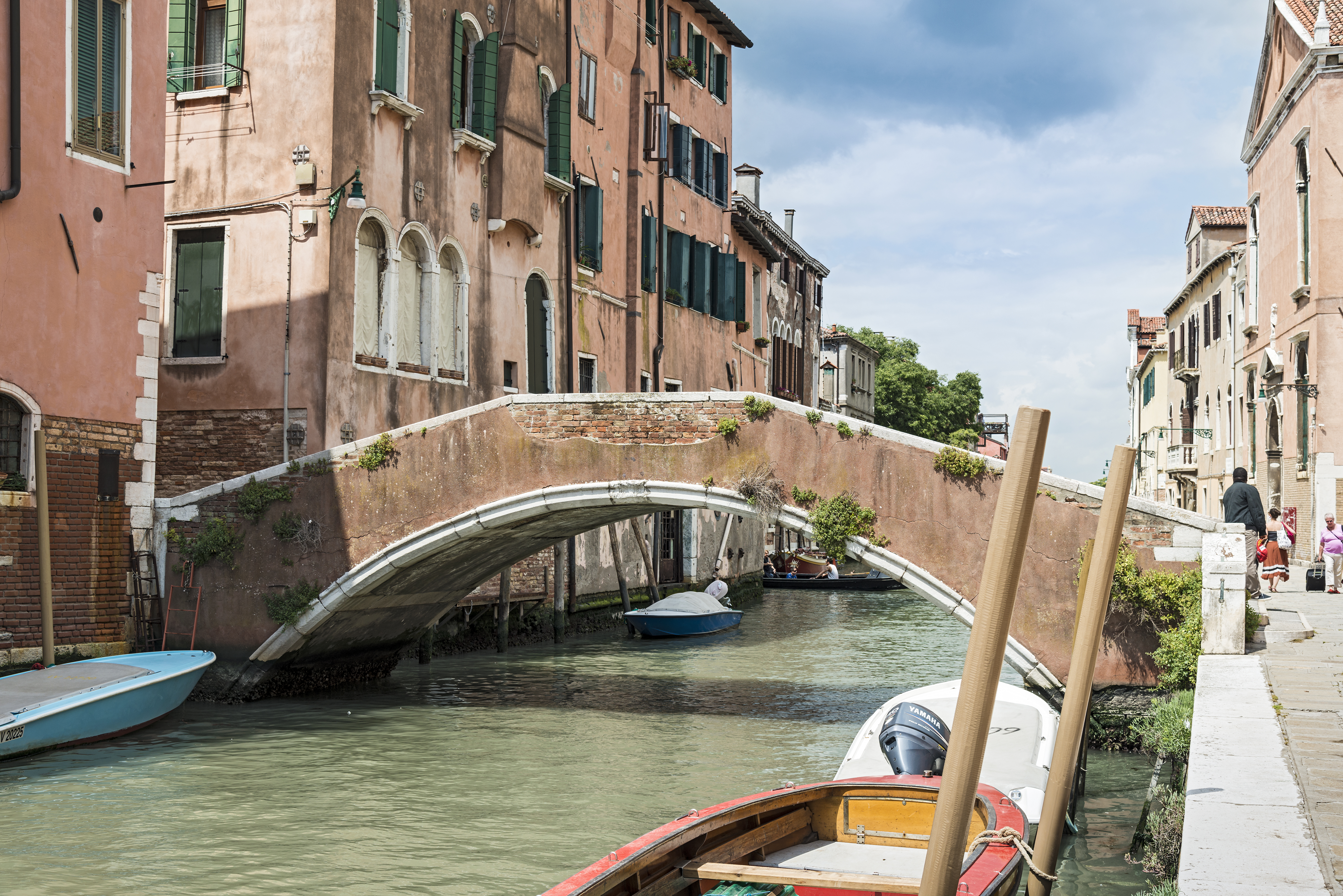
Ponte della Madonna dell'Orto.
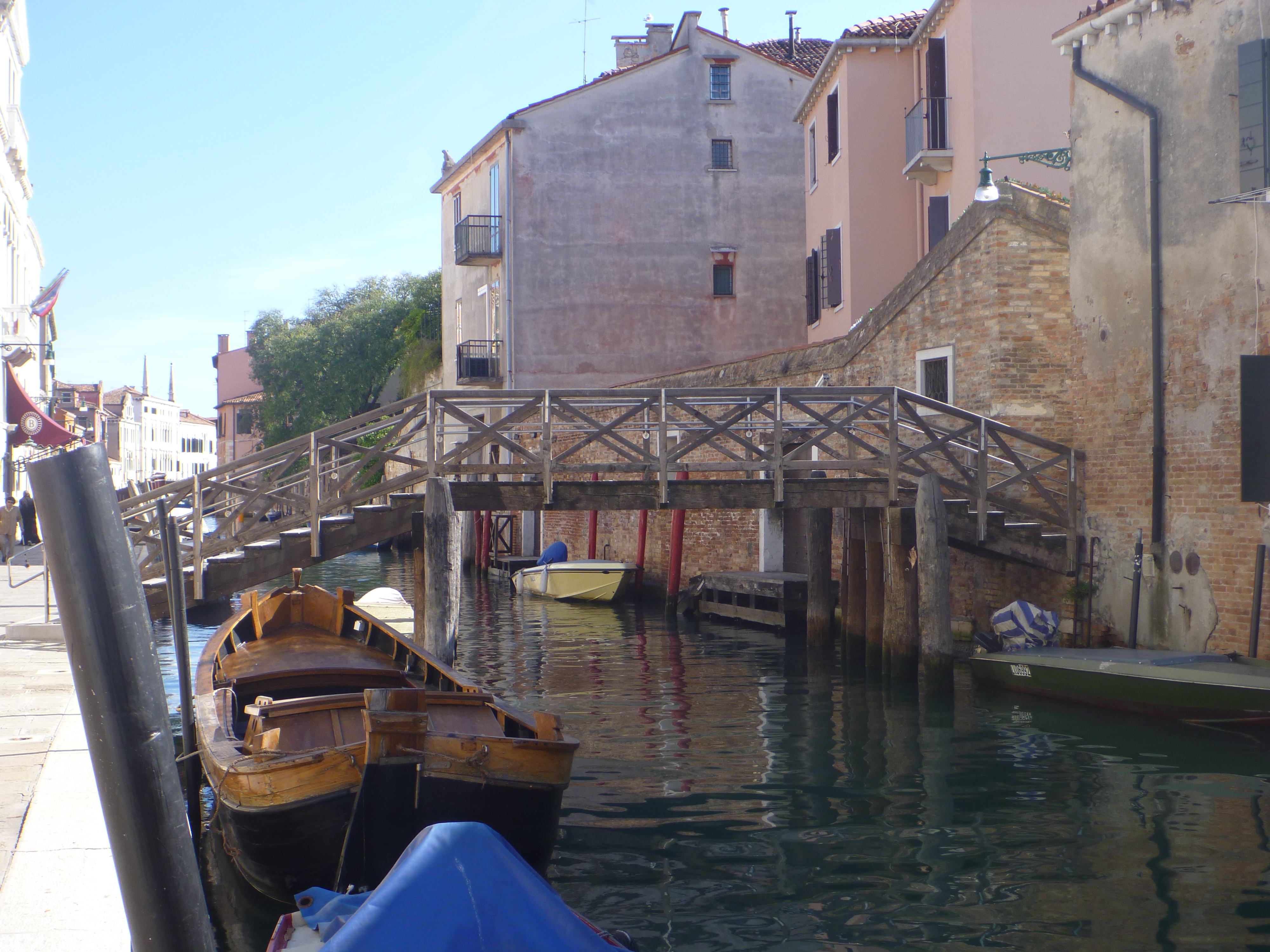
Ponte Loredan.